# Saint-Médard-de-Beausse
Pour les articles homonymes, voir Saint-Médard et Beausse.
Saint-Médard-de-Beausse est une ancienne commune du département français des Landes, devenu le quartier Saint-Médard de Mont-de-Marsan, chef-lieu dudit département.

## Présentation
Saint-Médard est situé à l'est de Mont-de-Marsan. C'est le quartier le plus peuplé de la commune. Il est traversé par le Midou.

### Historique

#### Moyen Âge
La paroisse Saint-Médard-de-Beausse est centrée sur son église Saint-Médard-de-Beausse, datée du XIe siècle. Du 16 au 19 mars 1346, Gaston Fébus reçoit l'hommage de la communauté de Saint-Médard-de-Beausse en son château vicomtal de Mont-de-Marsan.

#### XVIIIesiècle
La commune de Saint-Médard-de-Beausse est créée par le décret du 12 novembre 1789 à partir des limites de la paroisse médiévale du même nom.

#### XIXesiècle
La commune de Saint-Médard figure sur le cadastre napoléonien de 1811, mentionnant les emplacements du château de Nahuques et du château de La Hiroire. Ce même plan représente différents points de franchissement du Midou, avec d'amont en aval : le pont du moulin de Mercadé, le pont de Pémégnan, le pont de Planton. La passerelle en bois de Saint-Médard figure quant à elle sous la mention de « Vieux Pont ». Reconstruit en 1888 avec un tablier en bois sur des piles en maçonnées, il est réparé à de multiples reprises (1896, 1900, 1903, 1933…).
Le 10 mai 1831, la commune de Saint-Médard-de-Beausse perd une partie de son territoire qui est absorbé par Mont-de-Marsan, dont le statut de chef-lieu de département impose d'atteindre une taille critique en surface et en nombre d'habitants. Elle finit par fusionner complètement avec Mont-de-Marsan le 13 juin 1866, qui absorbe également la commune de Saint-Jean-d'Août-et-Nonères et une partie de Saint-Pierre-du-Mont. Au cours du XIXe siècle, Saint-Médard se dote d'arènes en dur avec dix loges, érigées sur le terrain Lumo, à l'emplacement des n° 1,3,5 de l'actuelle impasse des Erables, tandis que la municipalité se dotait des arènes du Plumaçon en 1889.
La scierie Temboury est fondée en 1885. Produisant parquets et lambris, elle procure des emplois et rythme la vie du quartier de la Hiroire. L'exploitation cesse en 1992 et le site subit un incendie en 1993.

#### XXesiècle
En décembre 1940, pendant l'occupation allemande, un poste de contrôle est établi pour le franchissement de la ligne de démarcation au passage à niveau situé au n°43 avenue de Villeneuve, sur la ligne de Marmande à Mont-de-Marsan. Un réseau de franchissement clandestin par un petit tunnel passant sous la voie à hauteur de l'usine Temboury s'organise. La libération de Mont-de-Marsan a lieu le 21 août 1944 avec le combat du pont de Bats.

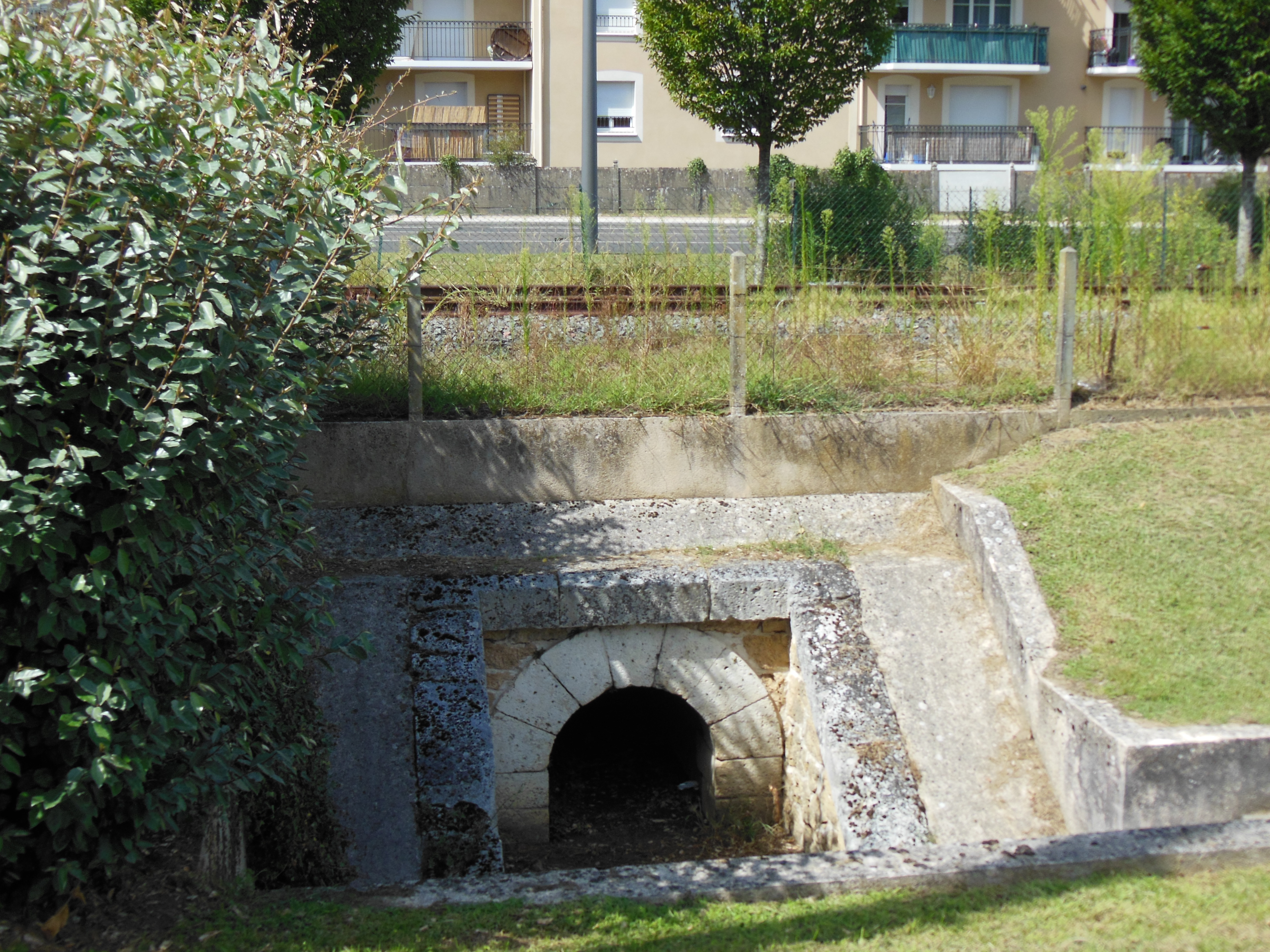
Ligne de Marmande à Mont-de-Marsan marquant la ligne de démarcation de 1940 à 1943. Le tunnel passant en dessous à Mont-de-Marsan est emprunté clandestinement par ceux cherchant à passer en zone libre. En 1972, il est rebaptisé « chemin de l'évasion »
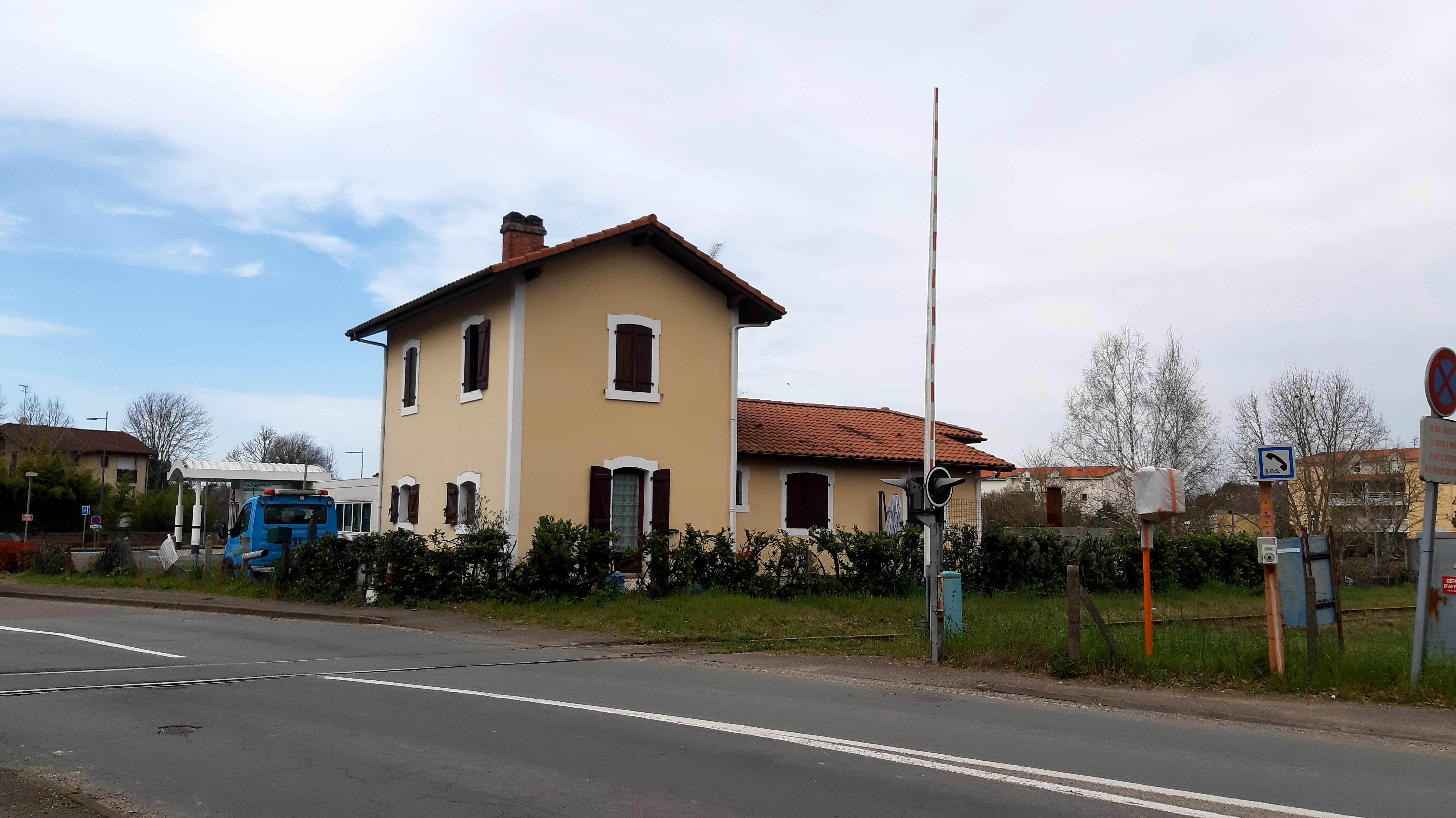
Passage à niveau situé 43 avenue de Villeneuve à Saint-Médard. Il servait de poste de contrôle du franchissement de la ligne de démarcation.

Après-guerre, plusieurs équipements publics sont mis en service dans le quartier Saint-Médard :
- de santé : hôpital Layné (construit en 1939, exploité à partir de 1947)
- de sport : stade André-et-Guy-Boniface (1963), le stade Jean-Loustau (rénové en 1971, détruit en 2017)
- de spectacles : espace François-Mitterrand (1995)
- de loisir : parc de Nahuques (1978)
- de transport : pont de Saint-Médard[n 3] (1976)
- d'enseignement : lycée Charles Despiau et Frédéric Estève, collège Cel le Gaucher, groupes scolaires du Bourg-Neuf, de Saint-Médard, Jean Moulin (Beillet)[1]

#### XXIesiècle
Le centre pénitentiaire de Mont-de-Marsan, ouvert en 2008, remplace l'ancienne maison d'arrêt de Mont-de-Marsan située en centre-ville.

## Bâtiments remarquables et lieux de mémoire
- Église Saint-Médard-de-Beausse (XIe siècle)
- Hôpital Layné (1939)
- Stade André-et-Guy-Boniface (1963)
- Stade Jean-Loustau (1971-2017)
- Parc de Nahuques (1978)
- Espace François-Mitterrand (Mont-de-Marsan) (1995)
- Centre pénitentiaire de Mont-de-Marsan (2008)

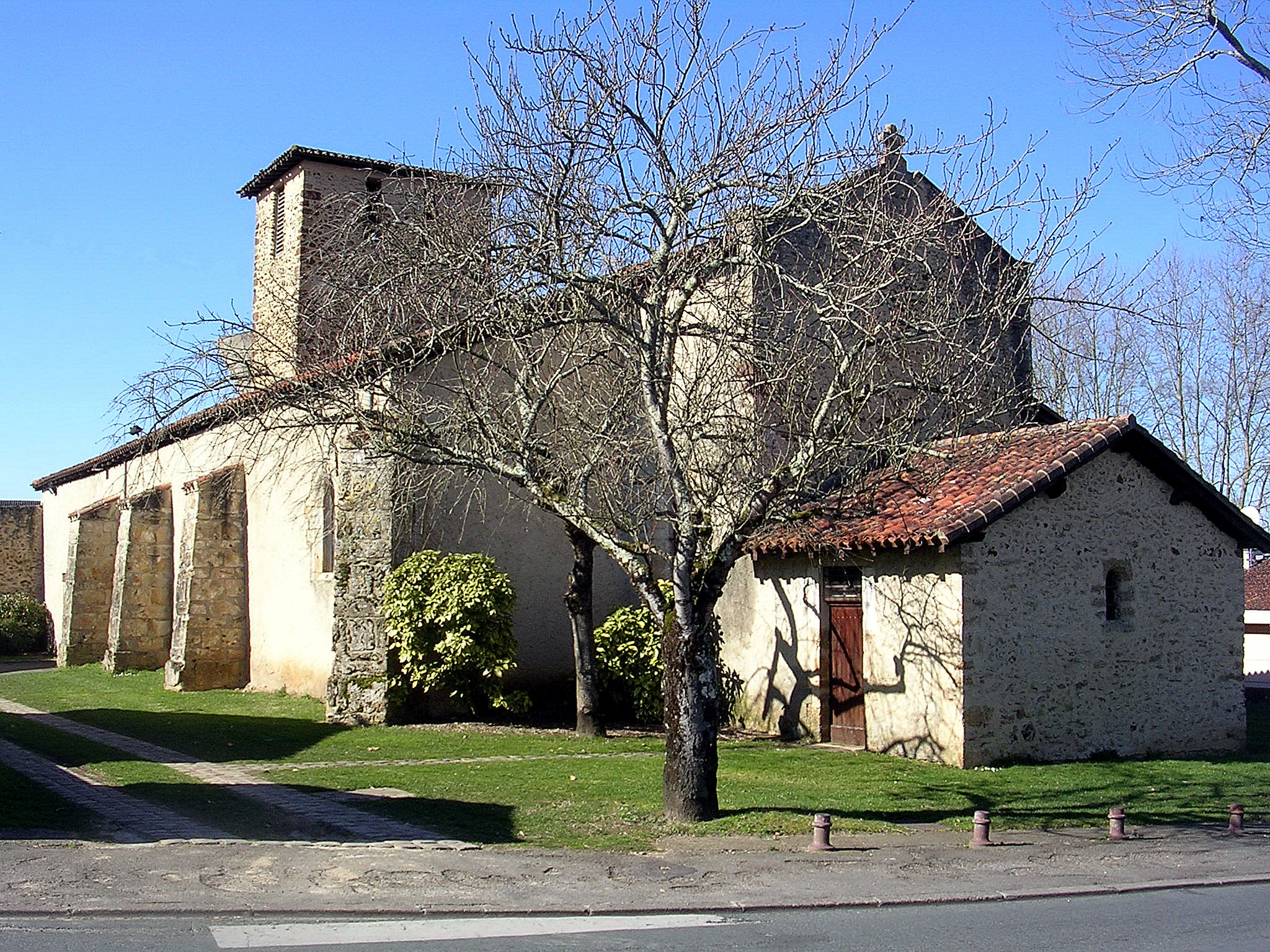
Église Saint-Médard-de-Beausse
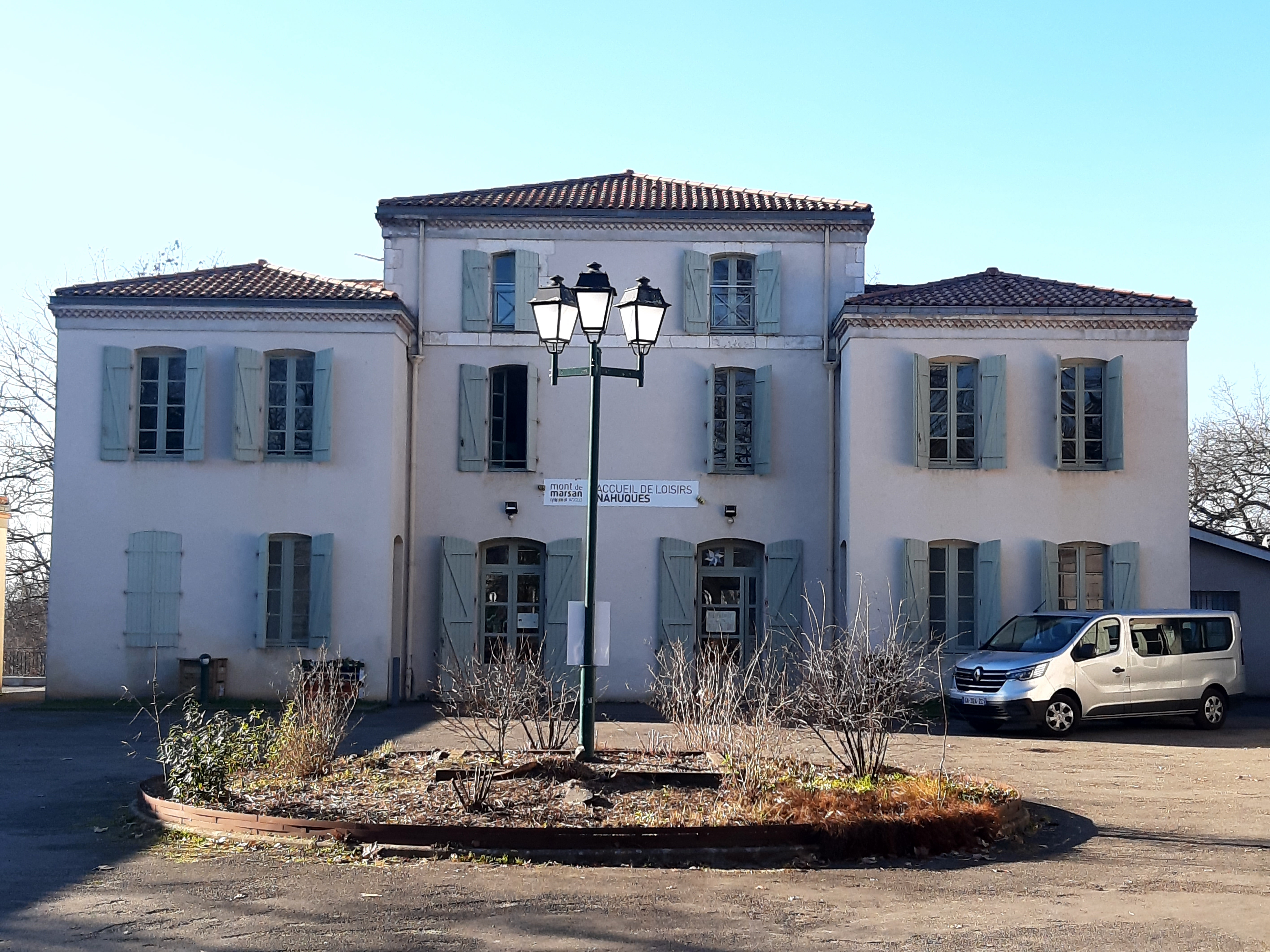
Château de Nahuques
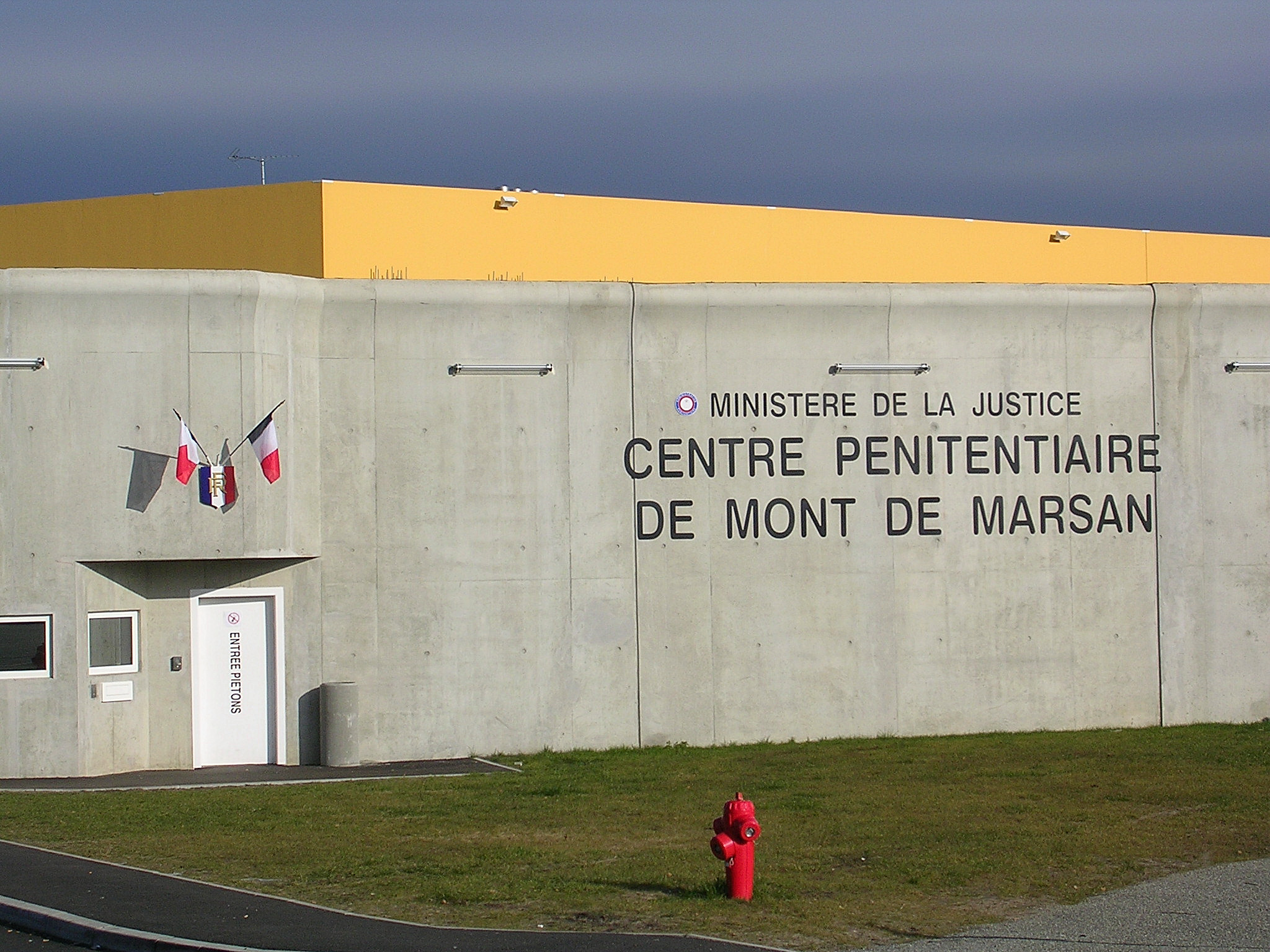
Centre pénitentiaire de Pémégnan (Mont-de-Marsan)
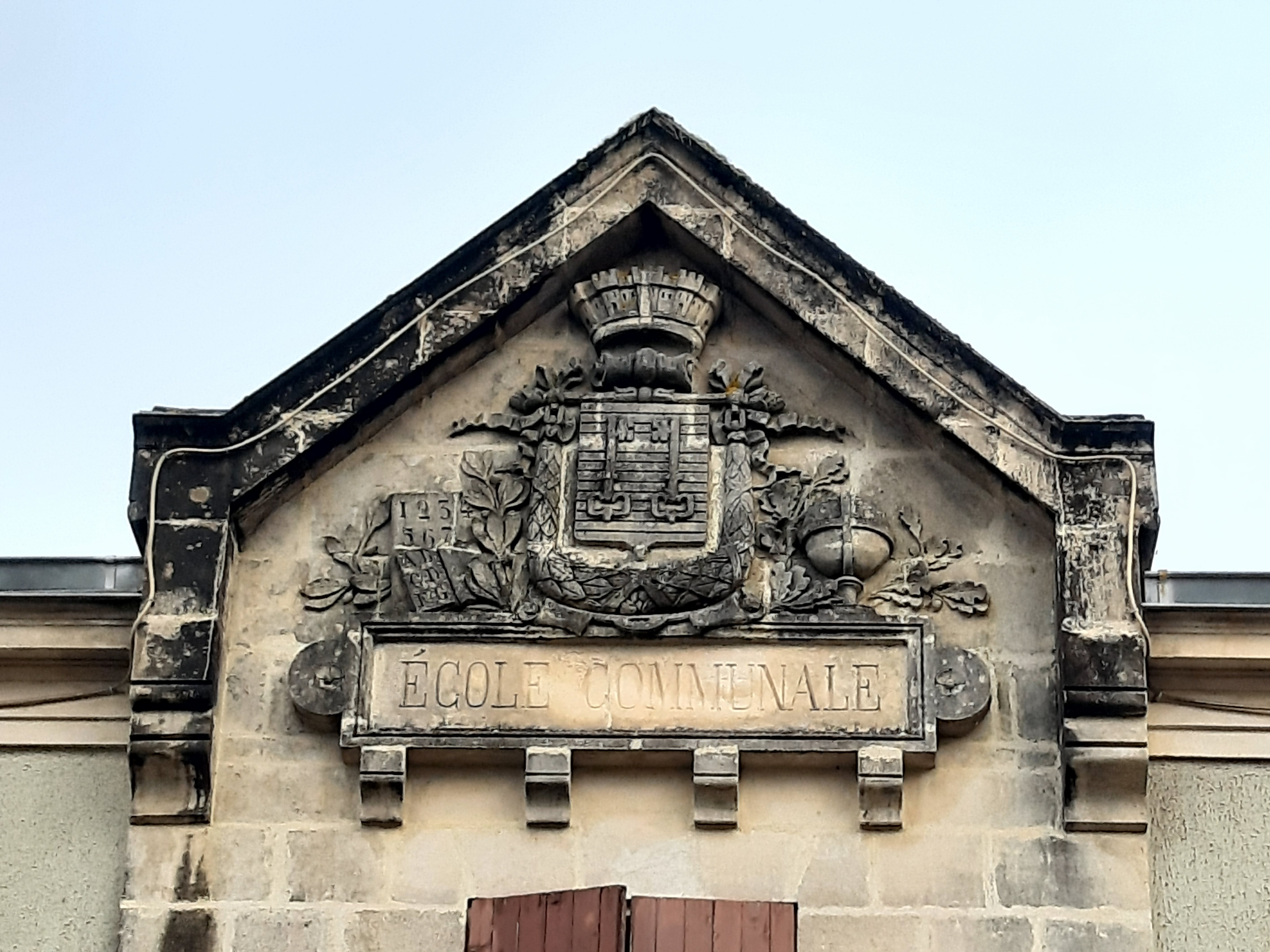
Fronton de l'ancienne école communale de Saint-Médard, orné du blason de Mont-de-Marsan
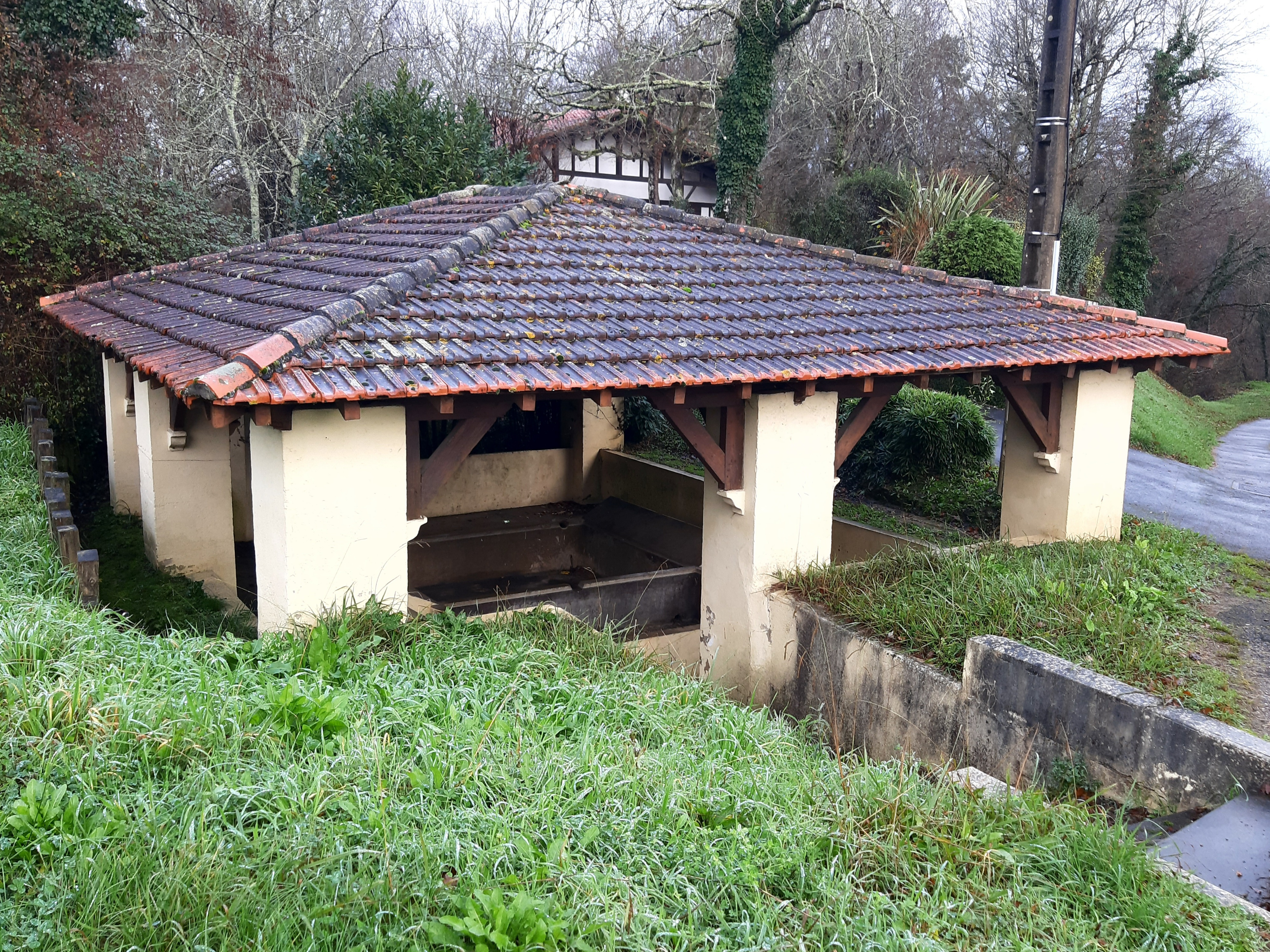
Lavoir de Saint-Médard (1939)
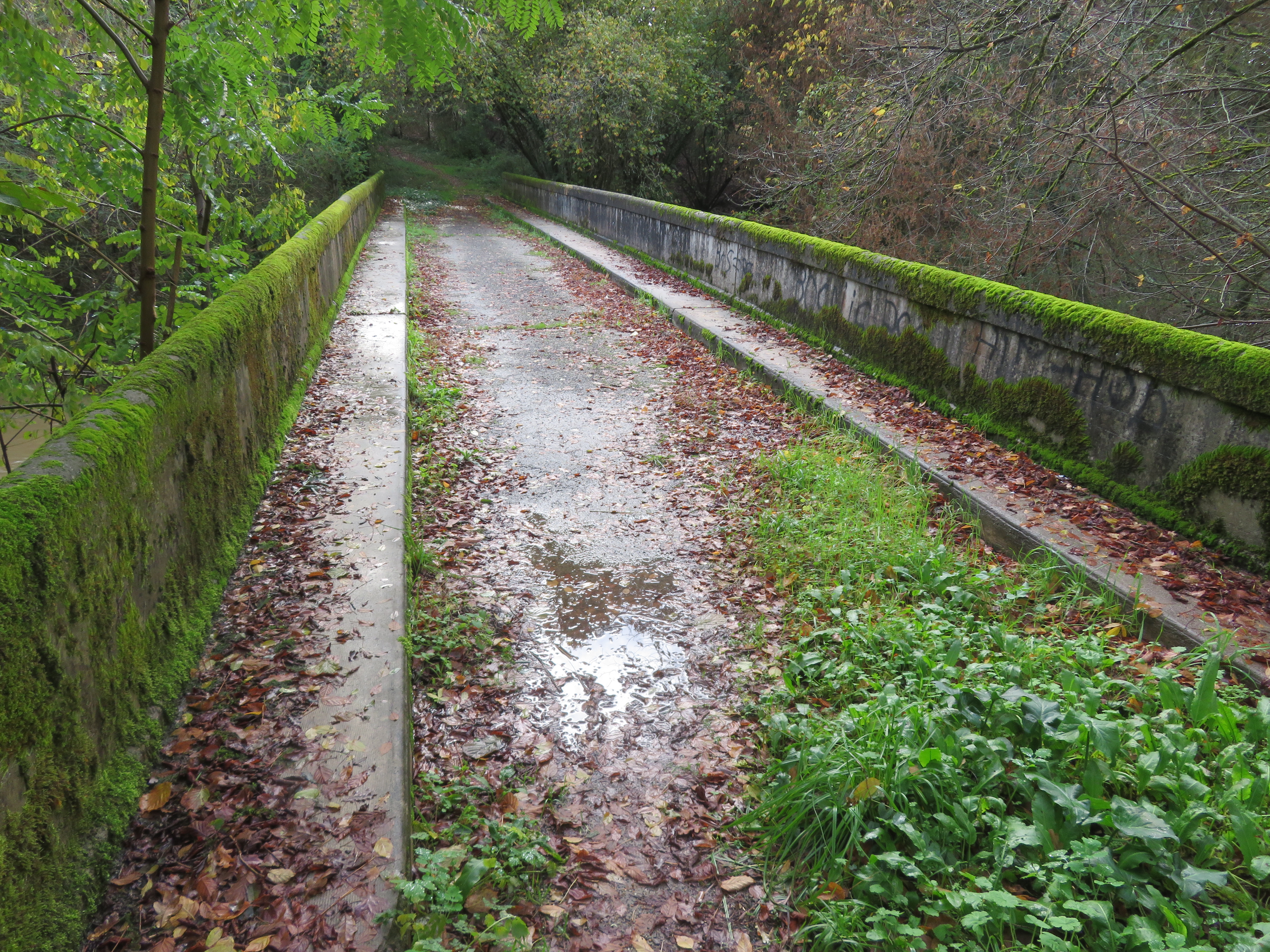
Passerelle de Saint-Médard, sur le Midou (1888)
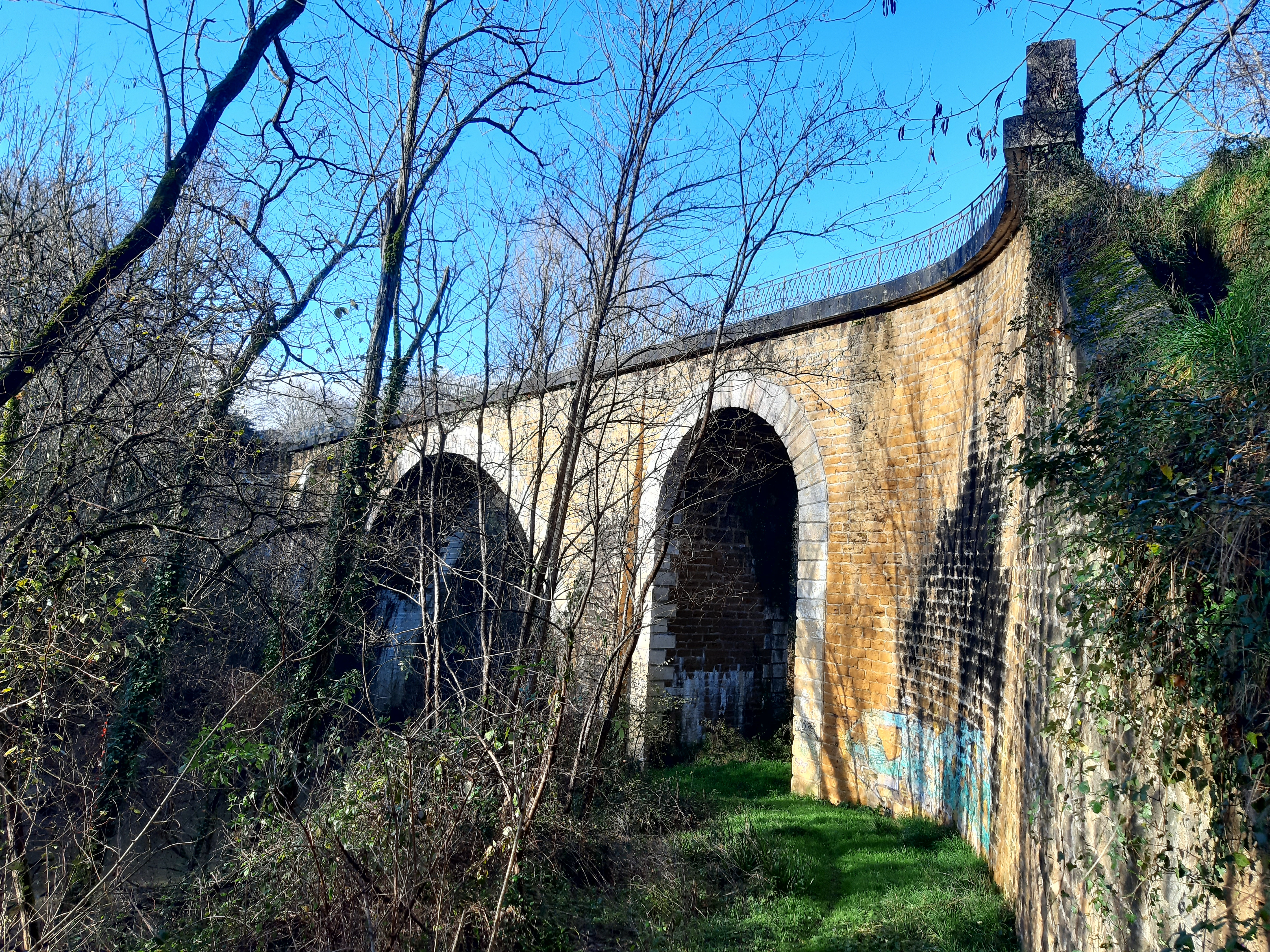
Pont de Mi-Carrère sur le Midou supportant la ligne de Marmande à Mont-de-Marsan
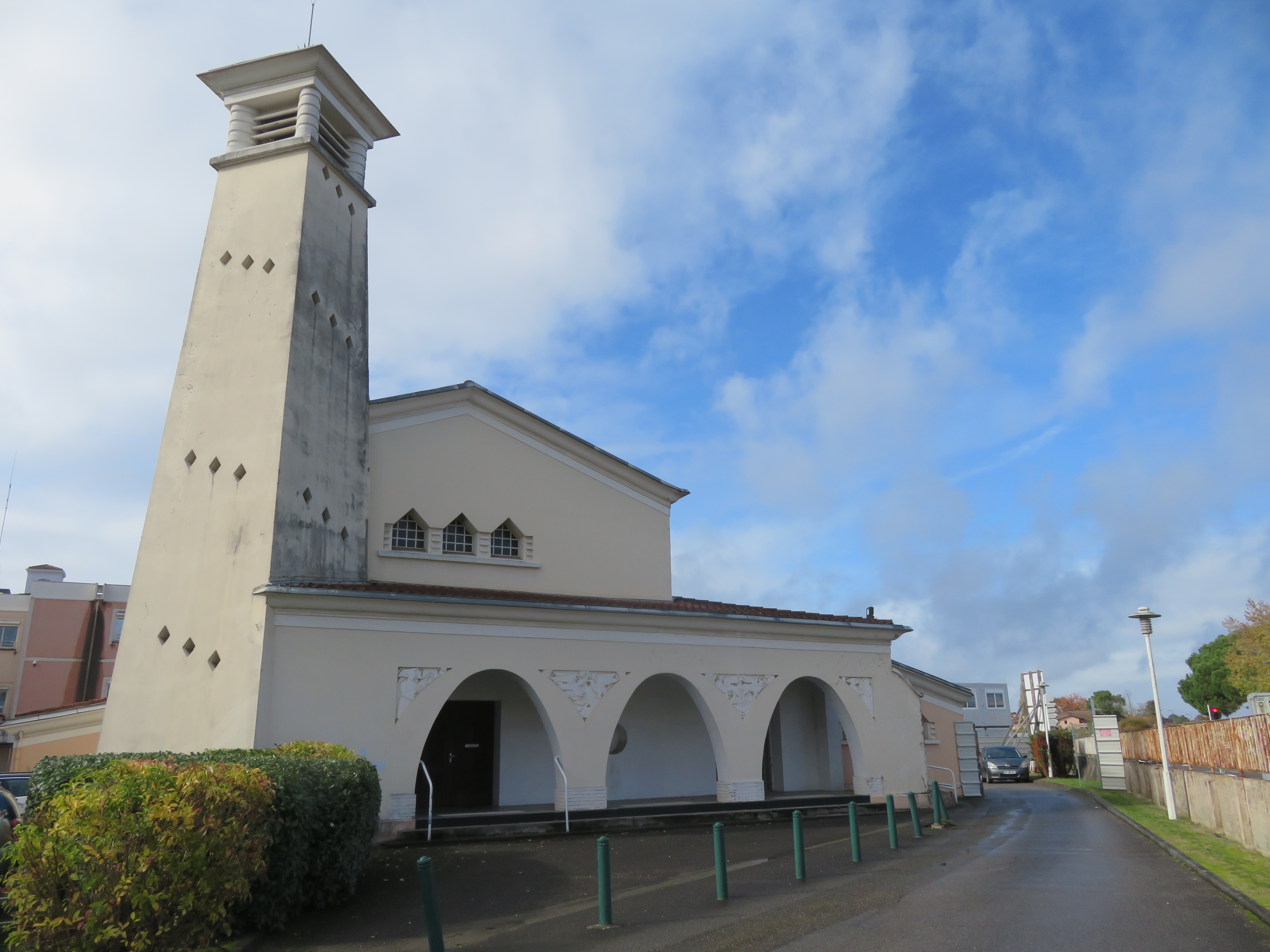
Chapelle de l'hôpital Layné